# Isoquanta
Em economia, uma isoquanta é uma curva que representa várias combinações de fatores de produção (terra, capital e trabalho) que resultem na mesma quantidade de produção (output). É a curva que representa para a mesma quantidade produzida as diferentes condições de capital e trabalho 
Em microeconomia, a isoquanta da Teoria da Produção é parecido com a curva de indiferença da Teoria do consumidor.
A taxa marginal de substituição técnica (TMST) representa o que uma empresa pode substituir de um fator produtivo por outro, mantendo o mesmo nível de produção. Num mapa de curvas isoquantas a taxa marginal de substituição técnica, é dada pela inclinação da curva que passa no ponto que representa da referida combinação de fatores de produção.
As Isoquantas nunca se cruzam. O ponto óptimo para cada isoquanta é dado pela intersecção entre os custos totais como a própria isoquanta. Nesse ponto é possível produzir determinada quantidade (valor da isoquanta) com o menor valor de cada fator produtivo. FEUP.
Seja f(x1,x2)=y uma função de produção, onde x1=quantidade de insumo 1; x2=quantidade de insumo 2; y=quantidade física produzida. Então, f(x1,x2) é o montante máximo do produto que pode ser produzido utilizando-se x1 unidades do insumo 1 e x2 unidades do insumo 2.
	Isoquanta é portanto, o conjunto de todas possíveis combinações dos insumos 1 e 2 que são exatamente suficientes para se produzir um determinado montante de produção.